# 23e Grammy Awards
De 23e uitreiking van de jaarlijkse Grammy Awards vond plaats op 25 februari 1981 in de Radio City Music Hall in New York, waarmee het voor het eerst sinds 1975 was dat de ceremonie aan de oostkust van de VS werd gehouden. De presentator van de avond was Paul Simon. De uitreiking werd live uitgezonden door televisiezender CBS.

## Winnaars
De Amerikaanse zanger Christopher Cross was de grote winnaar van de avond, met vijf Grammy's. Een dergelijk aantal is niet uniek (de Bee Gees waren in 1979 de laatsten geweest die met evenzoveel Grammy's naar huis gingen), maar het was bijzonder dat Cross de vier belangrijkste categorieën in de wacht sleepte: Record of the Year, Song of the Year, Album of the Year en Best New Artist. Het was de eerste keer dat een artiest al deze vier prestigieuze categorieën won in hetzelfde jaar. Wat Cross' prestatie ook bijzonder maakte was dat hij het deed met zijn debuutalbum, Christopher Cross. Naast deze vier categorieën won hij ook nog een prijs voor het beste arrangement voor Sailing. Het nummer won daarmee drie Grammy's (Song en Record of the Year en voor het beste arrangement).
Een andere grote winnaar was de violist Itzhak Perlman, die vier prijzen won in de klassieke categorieën. Perlman won één categorie, voor beste klassieke uitvoering door een solist met orkestbegeleiding, zelfs twee keer: in deze categorie was er sprake van een ex aequo winnaar. Perlman speelde op beide winnende albums en won dan ook twee Grammy's in dezelfde categorie.
Drie Grammy's waren er voor George Benson en voor Michael Omartian, de producer van Christopher Cross. Benson kreeg zijn Grammy's voor drie verschillende nummers van zijn album Give Me The Night. Een vierde nummer van die plaat won bovendien nog een Grammy voor het beste arrangement, zodat het totaal aantal gewonnen Grammy's voor het album op vier kwam.
Twee Grammy Awards waren er voor dirigent Pierre Boulez, zijn producers Gunther Breest en Michael Horwath en voor componist John Williams.
Roy Orbison won 20 jaar na zijn debuuthit zijn eerste Grammy Award, in de categorie Best Country Vocal Performance - Duo/Group. Het was een duet met countryzangeres Emmylou Harris. 

### Algemeen
- Record of the Year
  - "Sailing" - Christopher Cross (artiest); Michael Omartian (producer)
- Album of the Year
  - "Christopher Cross" - Christopher Cross (artiest); Michael Omartian (producer)
- Song of the Year
  - "Sailing" - Christopher Cross
- Best New Artist
  - Christopher Cross

### Pop
- Best Pop Vocal Performance (zangeres)
  - "The Rose" - Bette Midler
- Best Pop Vocal Performance (zanger)
  - "This Is It" - Kenny Loggins
- Best Pop Vocal Performance (duo/groep)
  - "Guilty" - Barbra Streisand & Barry Gibb
- Best Pop Instrumental Performance
  - "One on One" - Earl Klugh & Bob James

### Country
- Best Country Vocal Performance (zangeres)
  - "Could I Have This Dance" - Anne Murray
- Best Country Vocal Performance (zanger)
  - "He Stopped Loving Her Today" - George Jones
- Best Country Vocal Performance (duo/groep)
  - "That Lovin' You Feeling Again" - Roy Orbison & Emmylou Harris
- Best Country Instrumental Performance
  - "Orange Blossom Special/Hoedown" - Gilley's Urban Cowboy Band
- Best Country Song
  - Willie Nelson (componist) voor "On The Road Again"

### R&B
- Best R&B Vocal Performance (zangeres)
  - "Never knew love like this before" - Stephanie Mills
- Best R&B Vocal Performance (zanger)
  - "Give Me The Night" - George Benson
- Best R&B Vocal Performance (duo/groep)
  - "Shining Star" - The Manhattans
- Best R&B Instrumental Performance
  - "Off Broadway" - George Benson
- Best R&B Song
  - James Mtume & Reggie Lucas (componisten) voor "Never Knew Love Like This Before" (Stephanie Mills, uitvoerende)

### Rock
- Best Rock Vocal Performance (zangeres)
  - "Crimes of Passion" - Pat Benatar
- Best Rock Vocal Performance (zanger)
  - "Glass Houses" - Billy Joel
- Best Rock Vocal Performance (duo/groep)
  - "Against The Wind" - Bob Seger & The Silver Bullet Band
- Best Rock Instrumental Peformance
  - "Regatta de Blanc" - The Police

### Folk
- Best Ethnic or Traditional Recording
  - "Rare Blues" - Norman Dayron (album producer); diverse uitvoerenden

### Latin
- Best Latin Recording
  - "La Onda Va Bien" - Cal Tjader

### Gospel
- Best Gospel Performance (traditioneel)
  - "We Come To Worship" - Blackwood Brothers
- Best Gospel Performance (modern)
  - "The Lord's Prayer" - The Archers, Cynthia Clawson, Andrae Crouch, Tramaine Hawkins, Walter Hawkins, Dony McGuire, Reba Rambo & B.J. Thomas
- Best Soul Gospel Performance (traditioneel)
  - "Lord, Let Me Be An Instrument" - James Cleveland & The Charles Fold Singers
- Best Soul Gospel Performance (modern)
  - "Rejoice" - Shirley Caesar
- Best Inspirational Performance (Beste religieuze opname)
  - "With My Song I Will Praise Him" - Debby Boone

### Jazz
- Best Jazz Vocal Performance (zangeres)
  - "A Perfect Match" - Ella Fitzgerald
- Best Jazz Vocal Performance (zanger)
  - "Moody's Mood" - George Benson
- Best Jazz Instrumental Performance (solist)
  - "I Will Say Goodbye" - Bill Evans
- Best Jazz Instrumental Performance (groep)
  - "We Will Meet Again" - Bill Evans
- Best Jazz Instrumental Performance (big band)
  - "On The Road" - Count Basie
- Best Jazz Fusion Performance
  - "Birdland" - Manhattan Transfer

### Klassieke muziek
Vetgedrukte namen ontvingen een Grammy. Overige uitvoerenden, zoals orkesten, solisten e.d., die niet in aanmerking kwamen voor een Grammy, staan in kleine letters vermeld.
- Best Classical Orchestra Recording
  - "Brückner: Symphony No. 6 in A" - Georg Solti (dirigent); Raymond Minshull (producer)
  - Chicago Symphony Orchestra, orkest
- Best Classical Vocal Performance (solist)
  - "Prima Donna, Vol. 5 - Great Soprano Arias From Handel to Britten" - Leontyne Price (zangeres)
  - The Philharmonia Orchestra o.l.v. Henry Lewis
- Best Opera Recording
  - "Berg: Lulu" - Pierre Boulez (dirigent); Gunther Breest & Michael Horwath (producers)
  - Toni Blankenheim, Franz Mazura, Yvonne Minton, Teresa Stratas (solisten); l'Orchestre de l'Opéra national de Paris (orkest)
- Best Choral Performance (koor)
  - "Mozart: Requiem" - Norbert Balatsch (koordirigent); Carlo Maria Giulini (dirigent)
  - The Philharmonia Orchestra & Chorus (koor en orkest)
- Best Classical Performance (instrumentale solist[en] met orkestbegeleiding)
  - "Brahms: Violin and Cello Concerto in A Minor (Double Concerto)" - Itzhak Perlman & Mstislav Rostropovich (solisten)
  - Concertgebouworkest o.l.v. Bernard Haitink

en
- - "Berg: Violin Concerto/Stravinsky: Violin Concerto in D" - Itzhak Perlman (solist)
  - Boston Symphony Orchestra o.l.v. Seiji Ozawa
- Best Classical Performance (instrumentale solist[en] zonder orkestbegeleiding)
  - "The Spanish Album" - Itzhak Perlman (solist)
- Best Chamber Music Performance (kamermuziek)
  - "Music for Two Violins (Moszkowski: Suite For Two Violins/Shostakovich: Duets/Prokofiev: Sonata for Two Violins)" - Itzhak Perlman & Pinchas Zukerman
- Best Classical Album
  - "Berg: Lulu" - Pierre Boulez (dirigent); Gunther Breest & Michael Horwath (producers)

### Comedy
- Best Comedy Recording
  - "No Respect" - Rodney Dangerfield

### Composing & Arranging (Composities & Arrangementen)
- Best Instrumental Composition
  - "The Empire Strikes Back" - John Williams (componist)
- Best Album of Original Score Written for a Motion Picture or a Television Special (Beste originele muziek voor film of tv-show)
  - "The Empire Strikes Back" - John Williams (componist)
- Best Instrumental Arrangement
  - Jerry Hey & Quincy Jones (arrangeurs) voor "Dinorah Dinorah" (uitvoerende: George Benson)
- Best Arrangement Accompanying Vocals (Beste arrangement voor zangbegeleiding)
  - Christopher Cross & Michael Omartian (arrangeurs) voor "Sailing" (uitvoerende: Christopher Cross)
- Best Arrangement for Voices (Arrangement voor zangstemmen)
  - Janis Siegel (arrangeur) voor "Birdland" (uitvoerenden: The Manhattan Transfer)

### Kinderrepertoire
- Best Recording for Children
  - "In Harmony: A Sesame Street Record" - David Levine & Lucy Simon (album producers); uitgevoerd door diverse artiesten

### Musical
- Best Cast Show Album
  - "Evita - Premier American Recording" - Andrew Lloyd Webber & Tim Rice (componisten en album producers)

### Hoezen
- Best Album Package
  - Roy Kohara (ontwerper) voor "Against The Wind" (uitvoerenden: Bob Seger & The Silver Bullet Band)
- Best Album Notes (Beste hoestekst)
  - David McClintick (schrijver) voor "Trilogy: Past, Present and Future" (uitvoerende: Frank Sinatra)

### Production & Engineering (Productie & Techniek)
- Best Engineered Recording, Non-Classical (Beste techniek op niet-klassiek album)
  - James Guthrie (technicus) voor "The Wall" (uitvoerenden: Pink Floyd)
- Best Engineered Recording, Classical (Beste techniek op klassiek album)
  - Karl-August Naegler (technicus) voor "Berg: Lulu" (uitvoerenden: Pierre Boulez, l'Orchestre de l'Opera de Paris e.a.)
- Producer of the Year (Non-Classical)
  - Phil Ramone
- Producer of the Year (Classical)
  - Robert Woods

### Gesproken Woord
- Best Spoken Word, Documentary or Drama Recording
  - "Gertrude Stein, Gertrude Stein, Gertrude Stein" - Pat Carroll

### Historisch
- Best Historical Reissue Album
  - "Segovia - The EMI Recordings 1927-1939" - Keith Hardwick (producer)